# Col di Lana
A Col di Lana (ladin nyelven: Col de Lana) egy hegy a Dolomitokban, Olaszország Veneto régiójában, Belluno megyében, tszf. magassága 2462 m. A Fanes-hegycsoport része, a Buchenstein-völgytől (olaszul: Livinallongo, ladin nyelven Fodom-völgy) északra, Dél-Tirol határának közvetlen közelében. Szomszédjával, a 2124 méter magas Monte Sieffel együtt az első világháború idején véres harcok színtere volt. 1916. április 17-én az olaszok nagy erejű aknarobbantást hajtottak végre a hegy tetején beásott osztrák állások ellen, ennek következtében a hegy nyugati orma teljes egészében leomlott.

## Földrajzi fekvése
A Col di Lana a Cordevole folyó völgyének északi (bal) partján emelkedik. Délnyugaton és délen maga a Livinallongo-völgy, (német neve Buchenstein, ladin neve Fodom, tkp. a Felső Cordevole-völgy), délkeleten az Andraz folyó völgye határolja. A völgyben, a hegy déli lejtője alatt található a több szétszórt csoportból álló Livinallongo del Col di Lana község. Ennek az országút melletti részei (localitá): Cernadoi, Andraz (középkori várrommal), Salesei di Sopra, Pieve, Liviné, Brenta, Corte (világháborús erődrom), Pezzei, Renaz.
Keleten a Val Parola patak széles völgykatlana választja el a Falzarego-hágóról leereszkedő, és Arabba felé tartó SR48 sz. országúttól. Északkeleten egy széles völgykatlan választja el a Valparola-hágótól.
Észak-északnyugat felé egy keskeny hegygerinc köti össze a szomszédos Monte Sief hegycsúccsal, majd a Sief-hágón keresztül a Monte Castellóval és a Valparola-hágót uraló, 2571 m magas Setsass (Settsass) hegyorommal.
Északnyugat felé a Ruaz patak (torrente Ruaz) völgye határolja. Nyugat felé a 2138 m magas Pralongia hegyre, a Campolongo-hágóra és a Sella hegycsoportra néz.
Délnyugat felé a Padon-hegygerincre, és azon túl a Marmolada hegyhát gleccsereire tekint.
A hegy egy kisebb csoport részét képezi. Ennek csúcsai délkeletről északnyugat felé haladva a Panettone (2125 m), a Cappello di Napoleone („Napóleon kalapja”, 2200 m), maga a Col di Lana (2452 m), a Monte Sief (vagy Cima Sief, 2424 m) és a Col de la Roda (1971 m).

## Legújabb kori történelme
Az első világháborúig a Buchenstein-völgy (Fodom-völgy) az ausztriai Tirol tartományhoz tartozott. Az osztrákok már a háború kitörésekor kiürítették, mert védhetetlennek ítélték a dél felől érkező olasz támadással szemben. A háború után Livinallongo néven Olaszországhoz került, elnevezését 1918-ban Felső Cordevole-völgyre változtatták. A fasizmus idején végrehajtott erőszakos olaszosítás során 1923-ban a vidéket királyi rendelettel átcsatolták Veneto tartományhoz, a Buchenstein elnevezés használatát egészen 2013-ig teljesen be is tiltották. Ma Livinallongo (s vele a Col di Lana hegy is) Belluno megyéhez tartozik. 2007. október 28-án helyi népszavazás döntött arról, hogy a vidéket csatolják vissza Dél-Tirolhoz, ezt azonban nem hajtották végre.

## Az első világháborúban
A hegy ma az első világháború hegyi harcainak (Dolomitenkrieg) egyik emlékhelye. 1915-ben Olaszország belépett a világháború és támadást indított Tirol és a Brenner-hágó megszerzésére. A völgyeket az osztrák–magyar hadvezetés kiürítette, a védelmet a hegyi erődökbe vonták vissza. A Col di Lana és a szomszédos Monte Sief védői ellenőrizték keleten a Falzarego-hágóra, nyugaton a Pordoi-hágóra és a Campolungo-hágóra menő utakat. (Ezeken keresztül az ellenség eljuthatott volna egyfelől a Puster-völgybe, Lienz felé, másfelől nyugaton kijuthatott volna az Etsch (Adige) folyó völgyébe, innen a Brenner-hágóra. A Cordevole-völgyet és a Buchenstein-völgyet megszállt olasz csapatok, 12 gyalogos és 14 hegyivadász (Alpini) század 1915–16-ban sorozatos rohamokat indított a stratégiai fontosságú hegycsúcs elfoglalására. A csúcsot először a német alpesi hadtest (Deutsches Alpenkorps), majd osztrák egységek védelmezték. A támadásokat visszaverték. Az olaszok súlyos vérveszteségeit természeti csapások, lavinák is súlyosbították. A kudarcok nyomán az olaszok a hegyet „Col di Sangue” (Vérhegy) névvel illették. A veszteségekért a korabeli hadvezetési stílus is felelős, a hegyi erődök elleni nyílt rohamokat nagy létszámú katona bevetésével tervezték, eleve bekalkulálva jelentős élőerő elvesztését.

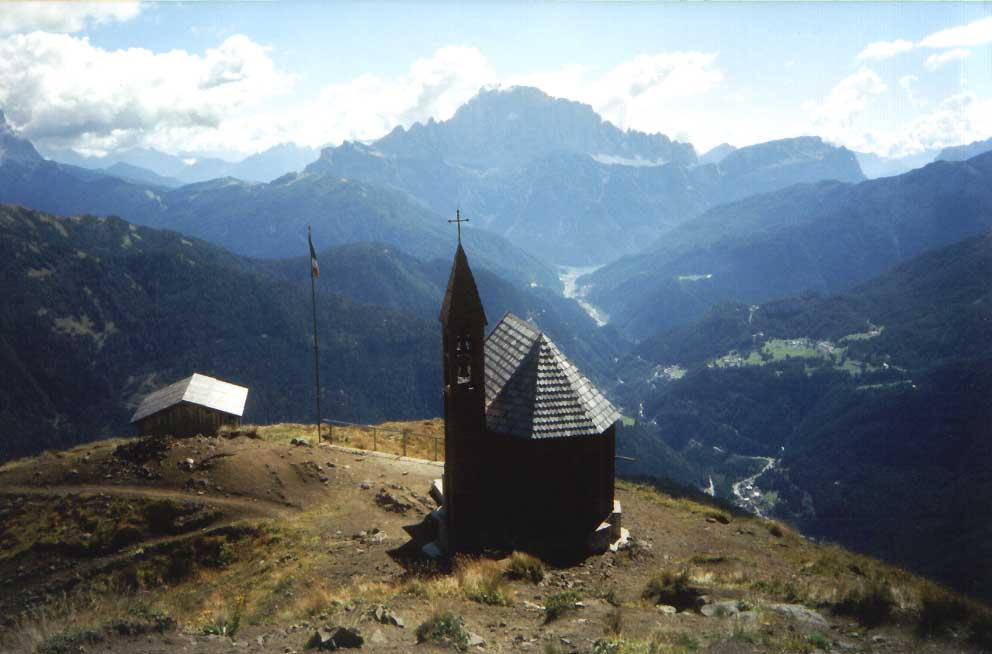
A Col di Lana csúcsának közelében épült emlékkápolna (háttérben a Civetta, 3220 m)

A sorozatos kudarcok nyomán egy olasz hadmérnök, Caetani hadnagy kidolgozta a Col di Lana aláaknázásának tervét. Hónapokig tartó, verejtékes kézi munkával aknát fúrtak a hegybe, a nyugati csúcson álló osztrák erődítések alá (a kézi szerszámok, vésők kisebb zajt okoznak, mint az aknamélyítő gépek). A munka titokban folyt, a lejtőkön közben változatlan hevességgel folytak a véres rohamok, amelyek az aknafúrás leplezését is szolgálták. Csak 1916 márciusában észlelte egy osztrák tüzérségi megfigyelő, aki a Pordoi-hágón állt, hogy az ellenség a Col di Lana aláaknázásán dolgozik. Az osztrákok sietve ellenaknát fúrtak, amelyet 1916. április 5-én fel is robbantottak, de mivel nem jutottak elég közel az olasz aknajárathoz, nem tettek benne kárt. A helyi parancsnokság kérte a hegyorom kiürítését, de az utolsó emberig való kitartásra utasították. Az olasz aknászok 5000 kg robbanózselatinnal töltötték fel saját aknájukat. Április 16-ig a hegyet a tiroli császárvadászok 2. ezredének 5. százada védte, április 17-én felváltásukra érkezett a 6. század, Anton von Tschurtschenthaler főhadnagy parancsnoksága alatt. Április 17-én az olaszok gyalogsági látszat-támadást intéztek, hogy minél több védőt az aláaknázott vonalakban tartsanak. Éjjel 23 óra 25 perckor az olaszok felrobbantották a hegycsúcs nyugati oldalát, amely összeomlott, a robbantás krátere ma is látható (e robbantás óta hegynek két csúcsa van). A romok mintegy 200 védőt temettek maguk alá. A robbantást tüzérségi tűz és gyalogsági roham követte, az osztrákoknak súlyos veszteségek árán fel kellett adniuk a Col di Lanát.
A védők a Monte Siefre vonultak vissza, a csúcsokat összekötő gerincen át. Az olaszok mégsem tudtak áttörni, mert a Monte Siefet az osztrákok további véres harcok árán sikeresen megtartották. A caporettói áttörés után, 1917 novemberében az osztrákok sikeres ellentámadással vissza is vették az egy évvel korábban elveszített Col di Lanát. A háború hátralévő idejében a front más vidékekre helyeződött át. A békekötés után az egész környéket, Dél-Tirollal együtt Olaszországhoz csatolták.
A robbantás helyén ma kápolna áll, amely a mindkét oldalon elesett ezreknek állít csendes emléket. Fennmaradtak (rossz állapotban) lövészárkok, futóárkok, néhány barakk és építmény maradványai. A hegy lábánál, a Pian de Lasta fennsíkon, Pala részközség mellett kis háborús múzeum működik (Museo della Guerra).

## Turizmus
A Col di Lana csúcsára több hegymászóút és turistaösvény vezet. Pieve di Livinallongóból (1465 méterről) kocsiút vezet a Pian della Lasta (1835 m) fennsíkra, a (bezárt) Rifugio Alpino menedékházig, innen kanyargós gyalogösvény visz a csúcsra, ahol a Dolomitok körpanorámáját szemlélhetjük: északon a Heiligkreuzkofel (Sasso di Santa Croce) csoportja, keleten a Falzarego-hágót közrefogó Tofanák és Nuvolau hegycsoportjai, délen a Cordevole-völgy, messzebb a Civetta, délnyugaton a Padon-gerinc, mögötte a Marmolada gleccsere, végül nyugaton a Pordoi-hágó és a Sella-masszívum látható.